# Trophée européen FIRA de rugby à XV 1985-1987
Navigation
Trophée européen FIRA 1984-1985 Trophée européen FIRA 1987-1989
Le Trophée européen FIRA de rugby à XV 1985–1987 est une compétition qui réunit les nations de la FIRA–AER qui ne participent pas au Tournoi des Cinq Nations, mais en présence des équipes de France B, du Maroc et de la Tunisie.

## Équipes participantes
Division A
- Portugal
- France A
- Italie
- Tunisie
- Roumanie
- Union soviétique

| Division B1 - Espagne - Pologne - Allemagne - Maroc | Division B2 - Belgique - Suède - Pays-Bas - Tchécoslovaquie |

Division C
- Bulgarie
- Suisse
- Yougoslavie

## Division A

### Classement
| Rang | Pays             | J  | V | N | D  | Pm | Pe | Diff | Pts |
| ---- | ---------------- | -- | - | - | -- | -- | -- | ---- | --- |
| 1    | France A         | 10 | 9 | 0 | 1  | 0  | 0  | 0    | 28  |
| 2    | Union soviétique | 10 | 7 | 0 | 3  | 0  | 0  | 0    | 24  |
| 3    | Roumanie         | 10 | 6 | 0 | 4  | 0  | 0  | 0    | 22  |
| 4    | Italie           | 10 | 5 | 0 | 5  | 0  | 0  | 0    | 20  |
| 5    | Tunisie          | 10 | 3 | 0 | 7  | 0  | 0  | 0    | 16  |
| 6    | Portugal         | 10 | 0 | 0 | 10 | 0  | 0  | 0    | 10  |

|  | Vainqueur de la compétition (no 1).      |
|  | Relégués en division B (no 5) et (no 6). |

### Matchs joués
Matchs aller
| 20 octobre 1985 | Roumanie | 16 - 12 (13 - 6) | Union soviétique | Bucarest 1,500 spectateurs Arbitre : Y. Peytavin |
| 20 octobre 1985 |          |                  |                  | Bucarest 1,500 spectateurs Arbitre : Y. Peytavin |
| 20 octobre 1985 |          |                  |                  | Bucarest 1,500 spectateurs Arbitre : Y. Peytavin |

| 1er novembre 1985 | France B | 33 – 0 | Tunisie | ? |
| 1er novembre 1985 |          |        |         | ? |
| 1er novembre 1985 |          |        |         | ? |

| 10 novembre 1985 | Union soviétique                                               | 15 – 13 (0 - 9) | Italie                                   | Moscou Arbitre : Horquet |
| 10 novembre 1985 | Essai(s) : 1 Transformation(s) : 1 Pénalité(s) : 2 Drop(s) : 1 |                 | Essai(s) : 1 Pénalité(s) : 2 Drop(s) : 1 | Moscou Arbitre : Horquet |
| 10 novembre 1985 |                                                                |                 |                                          | Moscou Arbitre : Horquet |

| 7 décembre 1985 | Italie                                             | 19 – 3 (9 - 3) | Roumanie        | L'Aquila 10,000 spectateurs Arbitre : Y. Bressy |
| 7 décembre 1985 | Essai(s) : 3 Transformation(s) : 2 Pénalité(s) : 1 |                | Pénalité(s) : 1 | L'Aquila 10,000 spectateurs Arbitre : Y. Bressy |
| 7 décembre 1985 |                                                    |                |                 | L'Aquila 10,000 spectateurs Arbitre : Y. Bressy |

| 8 février 1986 | Italie                                             | 18 – 4 (9 - 0) | Tunisie      | Rovigo Arbitre : Jourko |
| 8 février 1986 | Essai(s) : 1 Transformation(s) : 1 Pénalité(s) : 4 |                | Essai(s) : 1 | Rovigo Arbitre : Jourko |
| 8 février 1986 |                                                    |                |              | Rovigo Arbitre : Jourko |

| 15 février 1986 | France B                           | 18 – 0 (12 - 0) | Italie | Annecy Arbitre : Fleming |
| 15 février 1986 | Essai(s) : 3 Transformation(s) : 3 |                 |        | Annecy Arbitre : Fleming |
| 15 février 1986 |                                    |                 |        | Annecy Arbitre : Fleming |

| 22 février 1986 | Portugal | 14 - 34 (0 - 24) | Roumanie | Barreiro 3,000 spectateurs Arbitre : A. Grumbinas |
| 22 février 1986 |          |                  |          | Barreiro 3,000 spectateurs Arbitre : A. Grumbinas |
| 22 février 1986 |          |                  |          | Barreiro 3,000 spectateurs Arbitre : A. Grumbinas |

| 22 mars 1986 | Portugal | 18 – 60 | France B | Lisbonne |
| 22 mars 1986 |          |         |          | Lisbonne |
| 22 mars 1986 |          |         |          | Lisbonne |

| 12 avril 1986 | France B | 25 – 13 (11 - 9) | Roumanie | Lille 14,591 spectateurs Arbitre : C. Waldron |
| 12 avril 1986 |          |                  |          | Lille 14,591 spectateurs Arbitre : C. Waldron |
| 12 avril 1986 |          |                  |          | Lille 14,591 spectateurs Arbitre : C. Waldron |

| 13 avril 1986 | Italie                                             | 26 – 24 (20 - 3) | Portugal                                           | Jesi Arbitre : Vasilica |
| 13 avril 1986 | Essai(s) : 4 Transformation(s) : 2 Pénalité(s) : 2 |                  | Essai(s) : 3 Transformation(s) : 2 Pénalité(s) : 4 | Jesi Arbitre : Vasilica |
| 13 avril 1986 |                                                    |                  |                                                    | Jesi Arbitre : Vasilica |

| 26 avril 1986 | Tunisie | 19 – 17 | Portugal | Tunis |
| 26 avril 1986 |         |         |          | Tunis |
| 26 avril 1986 |         |         |          | Tunis |

| 1er mai 1986 | Union soviétique | 7 – 14 | France B | ? |
| 1er mai 1986 |                  |        |          | ? |
| 1er mai 1986 |                  |        |          | ? |

| mai 1986 | Tunisie | 4 - 12 | Union soviétique | ? |
| mai 1986 |         |        |                  | ? |
| mai 1986 |         |        |                  | ? |

| 4 mai 1986 | Tunisie | 17 – 15 (10 - 6) | Roumanie | Monastir Arbitre : L. Faits |
| 4 mai 1986 |         |                  |          | Monastir Arbitre : L. Faits |
| 4 mai 1986 |         |                  |          | Monastir Arbitre : L. Faits |

| 17 mai 1986 | Portugal | 3 - 29 | Union soviétique | Barreiro |
| 17 mai 1986 |          |        |                  | Barreiro |
| 17 mai 1986 |          |        |                  | Barreiro |

Matchs retour
| 5 octobre 1986 | Roumanie | 37 - 9 (15 - 3) | Tunisie | Constanța Arbitre : M. Connes |
| 5 octobre 1986 |          |                 |         | Constanța Arbitre : M. Connes |
| 5 octobre 1986 |          |                 |         | Constanța Arbitre : M. Connes |

| 18 octobre 1986 | Roumanie | 42 – 7 (27 - 0) | Portugal | Bârlad 5,000 spectateurs Arbitre : H. Vilatte |
| 18 octobre 1986 |          |                 |          | Bârlad 5,000 spectateurs Arbitre : H. Vilatte |
| 18 octobre 1986 |          |                 |          | Bârlad 5,000 spectateurs Arbitre : H. Vilatte |

| 18 octobre 1986 | Tunisie                                            | 9 – 22 (0 - 6) | Italie                                                         | Menzel Bourguiba Arbitre : Roelands |
| 18 octobre 1986 | Essai(s) : 1 Transformation(s) : 1 Pénalité(s) : 1 |                | Essai(s) : 2 Transformation(s) : 1 Pénalité(s) : 3 Drop(s) : 1 | Menzel Bourguiba Arbitre : Roelands |
| 18 octobre 1986 |                                                    |                |                                                                | Menzel Bourguiba Arbitre : Roelands |

| 25 octobre 1986 | Roumanie | 3 - 20 (0 - 14) | France B | Bucarest 8,000 spectateurs Arbitre : D. Bishop |
| 25 octobre 1986 |          |                 |          | Bucarest 8,000 spectateurs Arbitre : D. Bishop |
| 25 octobre 1986 |          |                 |          | Bucarest 8,000 spectateurs Arbitre : D. Bishop |

| 16 novembre 1986 | Italie                             | 14 – 16 (0 - 34) | Union soviétique                         | Gênes Arbitre : Frantschi |
| 16 novembre 1986 | Essai(s) : 3 Transformation(s) : 1 |                  | Essai(s) : 1 Pénalité(s) : 3 Drop(s) : 1 | Gênes Arbitre : Frantschi |
| 16 novembre 1986 |                                    |                  |                                          | Gênes Arbitre : Frantschi |

| 1er janvier 1987 | France B | 9 - 15 | Union soviétique | ? |
| 1er janvier 1987 |          |        |                  | ? |
| 1er janvier 1987 |          |        |                  | ? |

| 18 janvier 1987 | Portugal        | 3 – 41 (0 - 30) | Italie                                                         | Lisbonne Arbitre : Frantschi |
| 18 janvier 1987 | Pénalité(s) : 1 |                 | Essai(s) : 6 Transformation(s) : 4 Pénalité(s) : 2 Drop(s) : 1 | Lisbonne Arbitre : Frantschi |
| 18 janvier 1987 |                 |                 |                                                                | Lisbonne Arbitre : Frantschi |

| 8 février 1987 | France B | 38 – 6 | Portugal | Saint Vincent de Tyrosse |
| 8 février 1987 |          |        |          | Saint Vincent de Tyrosse |
| 8 février 1987 |          |        |          | Saint Vincent de Tyrosse |

| 22 février 1987 | Italie                      | 6 – 22 (3 - 12) | France B                                           | Padoue Arbitre : Peard |
| 22 février 1987 | Pénalité(s) : 1 Drop(s) : 1 |                 | Essai(s) : 3 Transformation(s) : 2 Pénalité(s) : 2 | Padoue Arbitre : Peard |
| 22 février 1987 |                             |                 |                                                    | Padoue Arbitre : Peard |

| 12 avril 1987 | Roumanie        | 9 – 3 (9 - 0) | Italie          | Constanța 3,000 spectateurs Arbitre : J-C. Ychè |
| 12 avril 1987 | Pénalité(s) : 3 |               | Pénalité(s) : 1 | Constanța 3,000 spectateurs Arbitre : J-C. Ychè |
| 12 avril 1987 |                 |               |                 | Constanța 3,000 spectateurs Arbitre : J-C. Ychè |

| 18 avril 1987 | Portugal | 9 - 12 | Tunisie | Lisbonne |
| 18 avril 1987 |          |        |         | Lisbonne |
| 18 avril 1987 |          |        |         | Lisbonne |

| 25 avril 1987 | Union soviétique | 12 - 13 (6 - 7) | Roumanie | Tbilissi Arbitre : Y. Bressy |
| 25 avril 1987 |                  |                 |          | Tbilissi Arbitre : Y. Bressy |
| 25 avril 1987 |                  |                 |          | Tbilissi Arbitre : Y. Bressy |

| 1er mai 1987 | Union soviétique | 9 - 6 | Tunisie | ? |
| 1er mai 1987 |                  |       |         | ? |
| 1er mai 1987 |                  |       |         | ? |

| mai 1987 | Tunisie | 6 – 38 | France B | ? |
| mai 1987 |         |        |          | ? |
| mai 1987 |         |        |          | ? |

| 9 mai 1987 | Union soviétique | 50 – 6 | Portugal | Kharkov |
| 9 mai 1987 |                  |        |          | Kharkov |
| 9 mai 1987 |                  |        |          | Kharkov |

## Division B 1

### Classement
| Rang | Pays      | J | V | N | D | Pm | Pe | Diff | Pts |
| ---- | --------- | - | - | - | - | -- | -- | ---- | --- |
| 1    | Espagne   | 6 | 5 | 0 | 1 | 0  | 0  | 0    | 16  |
| 2    | Pologne   | 6 | 3 | 0 | 3 | 0  | 0  | 0    | 12  |
| 3    | Maroc     | 6 | 2 | 0 | 4 | 0  | 0  | 0    | 10  |
| 5    | Allemagne | 6 | 2 | 0 | 4 | 0  | 0  | 0    | 10  |

|  | Promu en division A (no 1). |

### Matchs joués
| 27 octobre 1985 | Pologne | 3 - 24 | Espagne | Sopot |
| 27 octobre 1985 |         |        |         | Sopot |
| 27 octobre 1985 |         |        |         | Sopot |

| 10 novembre 1985 | Allemagne | 13 – 11 | Espagne | Hanovre |
| 10 novembre 1985 |           |         |         | Hanovre |
| 10 novembre 1985 |           |         |         | Hanovre |

| 9 février 1986 | Espagne | 23 - 12 | Maroc | Madrid |
| 9 février 1986 |         |         |       | Madrid |
| 9 février 1986 |         |         |       | Madrid |

| 11 mai 1986 | Maroc | 16 - 13 | Pologne | Casablanca |
| 11 mai 1986 |       |         |         | Casablanca |
| 11 mai 1986 |       |         |         | Casablanca |

| 27 avril 1986 | Allemagne | 6 – 0 | Maroc | Heidelberg |
| 27 avril 1986 |           |       |       | Heidelberg |
| 27 avril 1986 |           |       |       | Heidelberg |

| 13 avril 1986 | Pologne | 28 - 12 | Allemagne | Poznań |
| 13 avril 1986 |         |         |           | Poznań |
| 13 avril 1986 |         |         |           | Poznań |

| 29 novembre 1986 | Espagne | 50 - 0 | Allemagne | Madrid |
| 29 novembre 1986 |         |        |           | Madrid |
| 29 novembre 1986 |         |        |           | Madrid |

| 14 décembre 1986 | Maroc | 3 - 12 | Espagne | Casablanca |
| 14 décembre 1986 |       |        |         | Casablanca |
| 14 décembre 1986 |       |        |         | Casablanca |

| 5 avril 1987 | Maroc | 7 - 0 | Allemagne | Casablanca |
| 5 avril 1987 |       |       |           | Casablanca |
| 5 avril 1987 |       |       |           | Casablanca |

| 12 avril 1987 | Pologne | 21 - 4 | Maroc | Ruda Slaska |
| 12 avril 1987 |         |        |       | Ruda Slaska |
| 12 avril 1987 |         |        |       | Ruda Slaska |

| 26 avril 1987 | Espagne | 38 - 9 | Pologne | Madrid |
| 26 avril 1987 |         |        |         | Madrid |
| 26 avril 1987 |         |        |         | Madrid |

| 10 mai 1987 | Allemagne | 6 - 20 | Pologne | Hanovre |
| 10 mai 1987 |           |        |         | Hanovre |
| 10 mai 1987 |           |        |         | Hanovre |

## Division B 2

### Classement
| Rang | Pays            | J | V | N | D | Pm | Pe | Diff | Pts |
| ---- | --------------- | - | - | - | - | -- | -- | ---- | --- |
| 1    | Pays-Bas        | 6 | 5 | 0 | 1 | 0  | 0  | 0    | 16  |
| 2    | Tchécoslovaquie | 6 | 4 | 0 | 2 | 0  | 0  | 0    | 14  |
| 3    | Belgique        | 6 | 2 | 0 | 4 | 0  | 0  | 0    | 10  |
| 4    | Suède           | 6 | 1 | 0 | 5 | 0  | 0  | 0    | 8   |

|  | Relégué en division C (no 4). |

### Matchs joués
| 5 octobre 1985 | Suède | 11 - 16 | Pays-Bas | Årstad |
| 5 octobre 1985 |       |         |          | Årstad |
| 5 octobre 1985 |       |         |          | Årstad |

| 19 novembre 1985 | Tchécoslovaquie | 14 – 3 | Belgique | Prague |
| 19 novembre 1985 |                 |        |          | Prague |
| 19 novembre 1985 |                 |        |          | Prague |

| 13 mars 1986 | Belgique | 0 - 11 | Pays-Bas | Termonde |
| 13 mars 1986 |          |        |          | Termonde |
| 13 mars 1986 |          |        |          | Termonde |

| 13 avril 1986 | Pays-Bas | 9 - 6 | Tchécoslovaquie | Hilversum |
| 13 avril 1986 |          |       |                 | Hilversum |
| 13 avril 1986 |          |       |                 | Hilversum |

| 10 mai 1986 | Suède | 12 – 6 | Belgique | Malmo |
| 10 mai 1986 |       |        |          | Malmo |
| 10 mai 1986 |       |        |          | Malmo |

| 1er juin 1986 | Tchécoslovaquie | 51 - 3 | Suède | Prague |
| 1er juin 1986 |                 |        |       | Prague |
| 1er juin 1986 |                 |        |       | Prague |

| 17 octobre 1986 | Pays-Bas | 23 - 0 | Suède | Castricum |
| 17 octobre 1986 |          |        |       | Castricum |
| 17 octobre 1986 |          |        |       | Castricum |

| 19 octobre 1986 | Belgique | 9 - 0 | Suède | Bruxelles |
| 19 octobre 1986 |          |       |       | Bruxelles |
| 19 octobre 1986 |          |       |       | Bruxelles |

| 22 novembre 1986 | Belgique | 18 - 15 | Tchécoslovaquie | Visé |
| 22 novembre 1986 |          |         |                 | Visé |
| 22 novembre 1986 |          |         |                 | Visé |

| 8 mars 1987 | Pays-Bas | 10 - 8 | Belgique | Hilversum |
| 8 mars 1987 |          |        |          | Hilversum |
| 8 mars 1987 |          |        |          | Hilversum |

| 12 avril 1987 | Tchécoslovaquie | 27 - 14 | Pays-Bas | Říčany |
| 12 avril 1987 |                 |         |          | Říčany |
| 12 avril 1987 |                 |         |          | Říčany |

| 24 mai 1987 | Suède | 4 - 15 | Tchécoslovaquie | Ronneby |
| 24 mai 1987 |       |        |                 | Ronneby |
| 24 mai 1987 |       |        |                 | Ronneby |

## Division C

### Classement
| Rang | Pays        | J | V | N | D | Pm | Pe | Diff | Pts |
| ---- | ----------- | - | - | - | - | -- | -- | ---- | --- |
| 1    | Yougoslavie | 4 | 3 | 0 | 1 | 0  | 0  | 0    | 10  |
| 2    | Bulgarie    | 4 | 2 | 0 | 2 | 0  | 0  | 0    | 8   |
| 3    | Suisse      | 3 | 1 | 0 | 2 | 0  | 0  | 0    | 5   |

|  | Promu en division B (no 1). |

### Matchs joués
La rencontre entre la Bulgarie et la Suisse n'est pas disputée.
| 7 décembre 1985 | Yougoslavie | 13 - 6 | Suisse | Zenica |
| 7 décembre 1985 |             |        |        | Zenica |
| 7 décembre 1985 |             |        |        | Zenica |

| 25 mai 1986 | Bulgarie | 10 – 4 | Yougoslavie | Pernik |
| 25 mai 1986 |          |        |             | Pernik |
| 25 mai 1986 |          |        |             | Pernik |

| 27 mai 1986 | Suisse | 0 - 4 | Yougoslavie | Lausanne |
| 27 mai 1986 |        |       |             | Lausanne |
| 27 mai 1986 |        |       |             | Lausanne |

| 18 octobre 1986 | Suisse | 25 - 13 | Bulgarie | Lausanne |
| 18 octobre 1986 |        |         |          | Lausanne |
| 18 octobre 1986 |        |         |          | Lausanne |

| 10 mai 1987 | Yougoslavie | 32 - 15 | Bulgarie | Vranje |
| 10 mai 1987 |             |         |          | Vranje |
| 10 mai 1987 |             |         |          | Vranje |